# Campagna di New York e del New Jersey
La campagna di New York e del New Jersey fu una serie di battaglie, avvenute tra il 1776 e il 1777, per il controllo della città di New York e del futuro stato del New Jersey, durante la guerra d'indipendenza americana, combattute tra le forze del Regno di Gran Bretagna, al comando del generale sir William Howe, e l'Esercito continentale, agli ordini del generale George Washington. Howe ebbe successo nel respingere le forze americane dalla città ma non a riprendere il controllo del New Jersey; per il resto del conflitto il porto di New York verrà usato come base per le missioni navali britanniche.
Gli inglesi sbarcarono indisturbati su Staten Island il 3 luglio 1776, giungendo da Boston dove a marzo si era concluso l'assedio della città a favore degli americani, assieme a truppe aggiuntive, sia britanniche che tedesche. Washington aveva a disposizione soldati dalla Nuova Inghilterra e reggimenti da stati poco più a sud, come la Virginia. Dopo lo sbarco, Howe sconfisse Washington nella battaglia di Long Island, in agosto, obbligando l'Esercito continentale a ritirarsi a Manhattan con il favore delle tenebre e della nebbia. Lì, Washington subì altre sconfitte, tranne che nella battaglia di Harlem Heights.
Washington e il suo esercito attraversarono quindi il fiume Hudson e ripiegarono oltre il fiume Delaware in Pennsylvania, indeboliti dalla fine del periodo di leva, dalle diserzioni e dal morale basso. Howe ordinò alle sue truppe di organizzare degli avamposti da New York a Burlington per il periodo invernale. Washington, in un disperato tentativo di far tornare alto il morale, lanciò con successo un attacco alla guarnigione di Trenton, dopo aver attraversato il Delaware ghiacciato, facendo arretrare gli avamposti britannici fino a New Brunswick e lungo la costa vicino a New York, stabilendo infine il suo posto di comando a Morristown. Nei mesi che seguirono vi furono diverse schermaglie per aggiudicarsi le risorse locali.
I britannici mantennero il controllo di New York per il resto della guerra, fino al 1783. Nel 1777, il generale Howe lanciò la campagna di Filadelfia, lasciando il comando al generale sir Henry Clinton, mentre il generale John Burgoyne guidò la fallimentare campagna di Saratoga per riprendere il controllo della valle del fiume Hudson dal Quebec. Il nord del New Jersey fu un'area di schermaglie per il resto della guerra.

## Gli antefatti
Dopo la vittoria pirrica nella battaglia di Bunker Hill, nella campagna di Boston, il generale William Howe e Lord George Germain decisero che si doveva agire con determinazione contro New York, con forze reclutate da tutto l'Impero e dagli stati germanici.
Il generale Washington, nominato dal Secondo congresso continentale comandante in capo dell'Esercito continentale, ricordò quanto la città di New York fosse "una postazione di infinita importanza" e cominciò ad organizzare le difese della città stessa, prima di essere inviato a gestire l'assedio di Boston. Nel gennaio 1776, Washington ordinò al generale Charles Lee di arruolare uomini e completare l'organizzazione delle difese. Lee aveva già incrementato le difese della città quando, a fine marzo, giunsero notizie che l'esercito britannico aveva lasciato Boston dopo che Washington aveva posizionato l'artiglieria sulle colline poco distanti dal centro urbano. Conscio che Howe era salpato diretto verso New York, Washington mosse i reggimenti da Boston, incluso il generale Israel Putnam.
Tuttavia, il generale Howe invece di navigare verso New York, si diresse verso Halifax, in Nuova Scozia, dove si riunì con truppe provenienti dall'Europa. In giugno salpò alla volta di New York con 9 000 uomini. Al largo di New York, Howe si unì con la flotta che trasportava i soldati della Contea d'Assia e con la flotta britannica che trasportava le truppe del generale Henry Clinton, proveniente dalla spedizione sull'Isola di Sullivan. A seguito di questi giunsero altri rinforzi portati dall'ammiraglio Richard Howe, fratello del generale.
Quando il generale Howe giunse nella baia di New York, il 2 luglio, navigò nell'indifeso stretto tra Staten Island e Long Island, cominciando a sbarcare le truppe sulla prima. Washington venne a sapere da alcuni prigionieri che Howe aveva con sé 10 000 uomini e ne attendeva altri 15 000. I ribelli invece contavano 19 000 uomini e non avevano informazioni sui piani e sulle forze britannici né dove questi avrebbero attaccato. Washington divise quindi le sue truppe nelle fortificazioni di Long Island, Manhattan e altre posizioni sulla terraferma, e stabilì inoltre il suo campo base nel nord del New Jersey. Quest'ultima sarebbe dovuta essere una forza di riserva che avrebbe potuto intervenire lungo tutta la sponda dell'Hudson.

## La cattura di New York

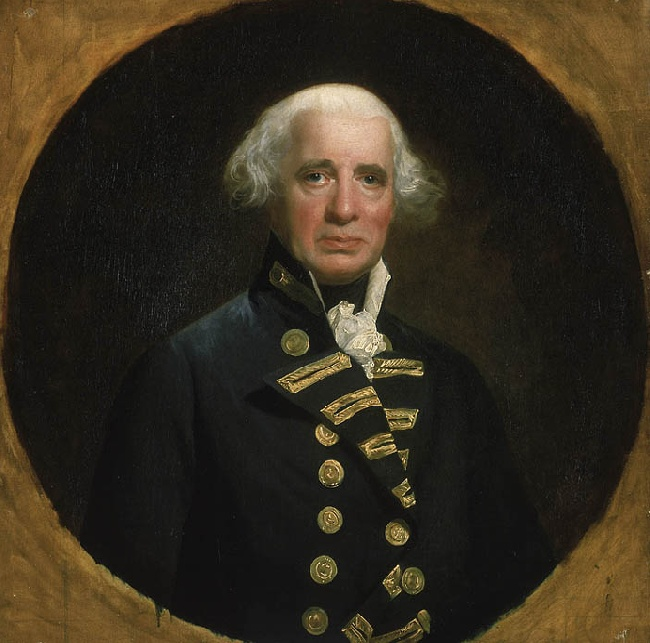
L'ammiraglio Richard Howe, opera di R. Dunkarton, ispirato al lavoro di John Singleton Copley

Ai fratelli Howe il Parlamento britannico aveva dato l'autorità di concordare una pace anche se con poteri di decisione limitati e nonostante che il re Giorgio III non fosse ottimista riguardo a una pace. Il 14 luglio, l'ammiraglio Howe inviò un messaggero attraverso la baia diretto a George Washington. Joseph Reed, assistente di Washington, informò il messaggero che non vi era nessun uomo nell'esercito americano ad avere il "titolo" con cui Howe si era rivolto a Washington, inviando poi indietro il messaggero. Una seconda richiesta venne respinta con le stesse motivazioni anche se ad Howe venne riferito che uno dei suoi aiutanti era stato ricevuto da Washington. In questo infruttuoso incontro, tenutosi il 20 luglio, Washington affermò che i limitati poteri di cui i fratelli Howe erano stati investiti erano del tutto inutili, poiché i ribelli non avevano fatto alcuna richiesta di amnistia.
A fine agosto, i britannici trasportarono circa 22 000 uomini, tra cui 9 000 soldati d'Assia, da Staten Island a Long Island. Nella successiva battaglia del 27 agosto 1776, i britannici attaccarono sul fianco le postazioni americane, respingendoli fino alle fortificazioni di Brooklyn Heights. Il generale Howe ordinò di preparare l'assedio ma Washington, con una manovra notturna, portò i suoi uomini oltre l'East River, appostandosi sull'Isola di Manhattan. Howe in seguito ordinò di mantenere le posizioni per riflettere sulla manovra successiva.

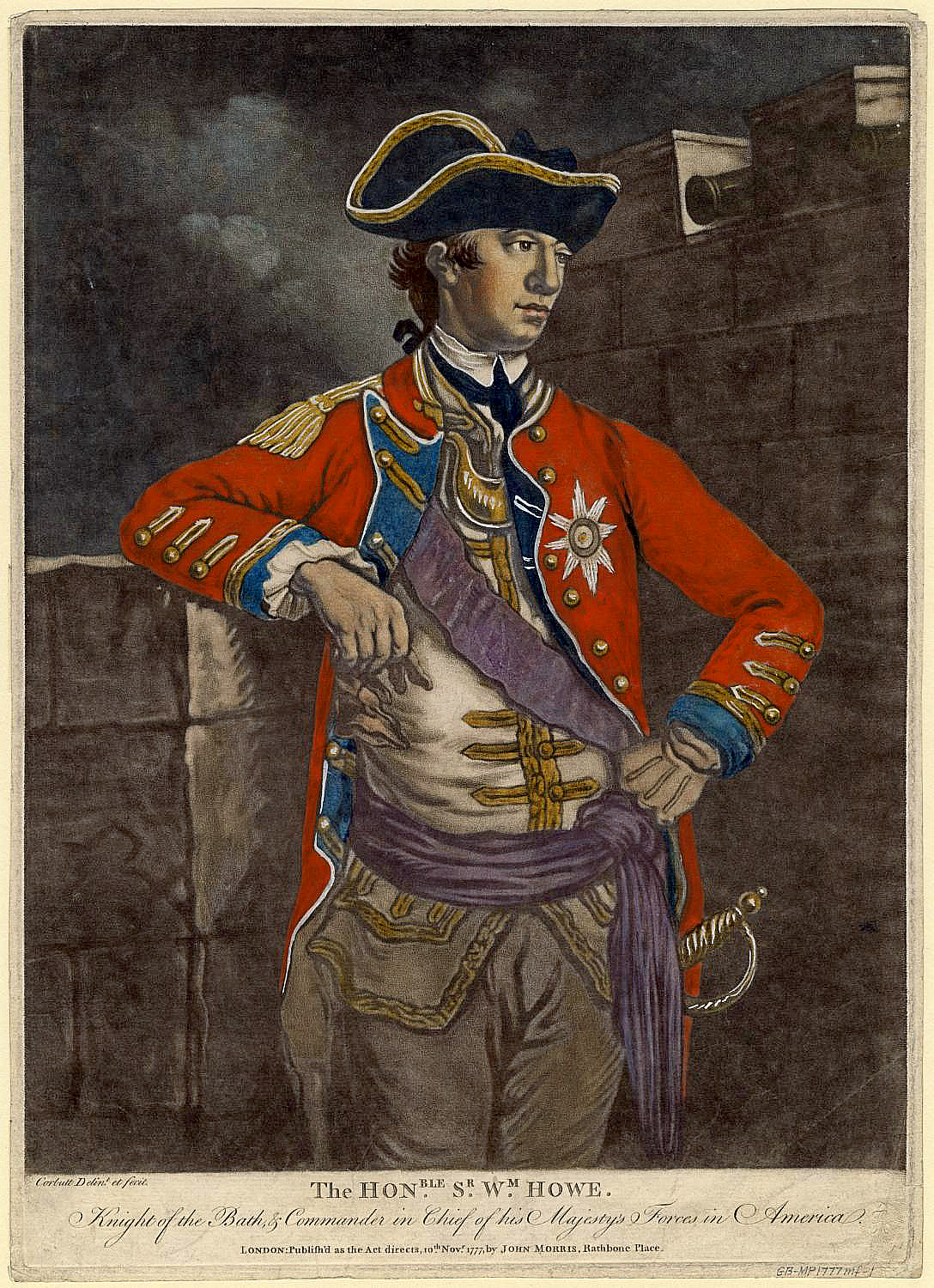
Il generale William Howe, 1777

Durante la battaglia, i britannici catturarono il generale John Sullivan. L'ammiraglio Howe lo convinse a consegnare un messaggio al Congresso a Filadelfia in cambio del rilascio sulla parola. Anche Washington diede il suo assenso e, il 2 settembre, Sullivan riferì al Congresso che Howe voleva negoziare e che gli erano stati concessi più poteri per trattare di quanti ne avesse in realtà. Ciò creò un problema diplomatico per il Congresso, il quale non voleva essere visto come aggressivo. Di conseguenza, i membri del Congresso accettarono di inviare un comitato a parlamentare con gli inglesi in un modo che essi pensavano non avrebbe portato a nulla. L'11 settembre, i fratelli Howe incontrarono John Adams, Benjamin Franklin e Edward Rutledge alla Conferenza di pace di Staten Island che ovviamente ebbe l'esito che gli americani avevano sperato.
Per tutto questo tempo, Washington, a cui il Congresso aveva ordinato di tenere New York, era conscio di dover fuggire da una trappola all'altra finché il suo esercito non sarebbe stato intrappolato a Manhattan. Per tenere la strada verso nord libera, posizionò 5 000 uomini in città, che all'epoca occupava solo la parte meridionale di Manhattan, e condusse il resto dei suoi uomini ad Harlem Heights. Nel primo uso documentato di un sottomarino in guerra, lanciando in battaglia il Turtle contro l'ammiraglia britannica dell'ammiraglio Howe, la HMS Eagle.

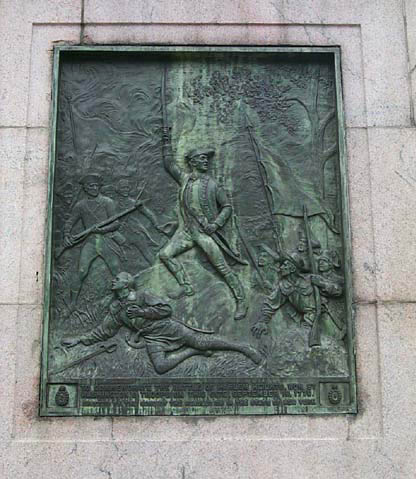
Una placca in memoria della battaglia di Harlem Heights, alla Facoltà di Matematica della Columbia University

Il 15 settembre, il generale Howe sbarcò con 12 000 uomini nella Manhattan sud, prendendo rapidamente il controllo di New York. Gli americani si ritirarono ad Harlem, dove i due eserciti si scontrarono il giorno dopo nella battaglia di Harlem Heights, scontro che permise ai ribelli di mantenere le posizioni. Invece di un secondo attacco diretto, Howe optò nuovamente per una manovra sul fianco. In ottobre, fece sbarcare le sue truppe, con qualche opposizione, a Westchester County nel tentativo di accerchiare gli uomini di Washington. In risposta, gli americani ripiegarono la maggior parte delle loro truppe a White Plains dove, dopo una breve battaglia, il 28 ottobre, si ritirarono più a nord. A questo punto, l'Esercito continentale era isolato a nord, perciò Howe fece ritorno a Manhattan e catturò Fort Washington a metà novembre, facendo quasi 3 000 prigionieri.

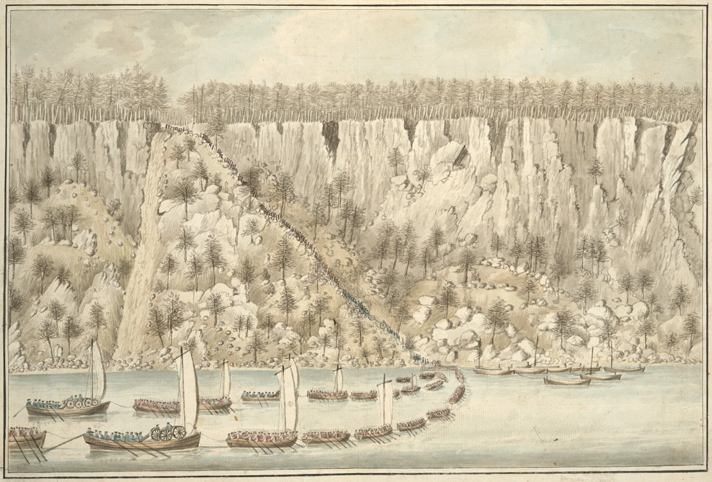
Rappresentazione dello sbarco inglese nel New Jersey. Acquarello attribuito a l'ufficiale britannico Thomas Davies

Quattro giorni dopo, il 20 novembre, venne preso anche Fort Lee, situato di fronte a Fort Washington oltre il fiume Hudson. Washington aveva condotto il grosso delle sue forze oltre l'Hudson, nel New Jersey, ma fu costretto a ritirarsi ulteriormente a causa dell'aggressiva avanzata britannica.
Il generale Howe, dopo aver consolidato le posizioni britanniche attorno alla baia di New York, dispiegò 6 000 uomini, al comando dei suoi subordinati Henry Clinton e Hugh Percy, per catturare Newport, nel Rhode Island (conquista avvenuta senza opposizione l'8 dicembre), mentre inviò il generale Charles Cornwallis ad affrontare l'esercito di Washington nel New Jersey. Gli americani ripiegarono tuttavia oltre il fiume Delaware, in Pennsylvania, ad inizio dicembre.

## Le reazioni
Il futuro dell'Esercito continentale e, di conseguenza, l'esito della rivoluzione stessa erano in bilico. L'esercito di Washington contava meno di 5 000 uomini, cifra che sarebbe scesa ancora, anche a causa del termine del periodo di leva a fine anno. Il morale era basso, il popolo a malapena supportava i ribelli e il Congresso continentale aveva abbandonato Philadelphia per timore di un attacco britannico. Washington ordinò ai suoi soldati rimasti a nord di New York, agli uomini tornati dalla fallita invasione del Québec e alle truppe del generale Lee di unirsi al suo esercito in New Jersey. Lee, che non era in ottimi rapporti con Washington, decise di fermarsi presso Morristown, il 12 dicembre. La sua posizione era però troppo esposta e venne attaccato e fatto prigioniero da un'unità di lealisti e soldati britannici, guidati dal tenente colonnello Banastre Tarleton. Lee venne quindi sostituito da John Sullivan che concluse la marcia fino alle postazioni di Washington, attraversando il fiume presso Trenton.
Con la cattura di Lee, i fratelli Howe affrontarono un prigioniero problematico. Come diversi comandanti ribelli anche lui aveva prestato servizio in precedenza nell'Esercito britannico. Per questo motivo, inizialmente Lee venne trattato come un disertore e sottoposto a punizioni militari. Washington fece quindi notare come egli trattasse i suoi prigionieri e grazie a ciò Lee fu in seguito trattato meglio. Poiché gli americani non avevano un prigioniero di pari grado, Lee rimase in mani inglesi fino al 1778, quando fu scambiato con Richard Prescott.

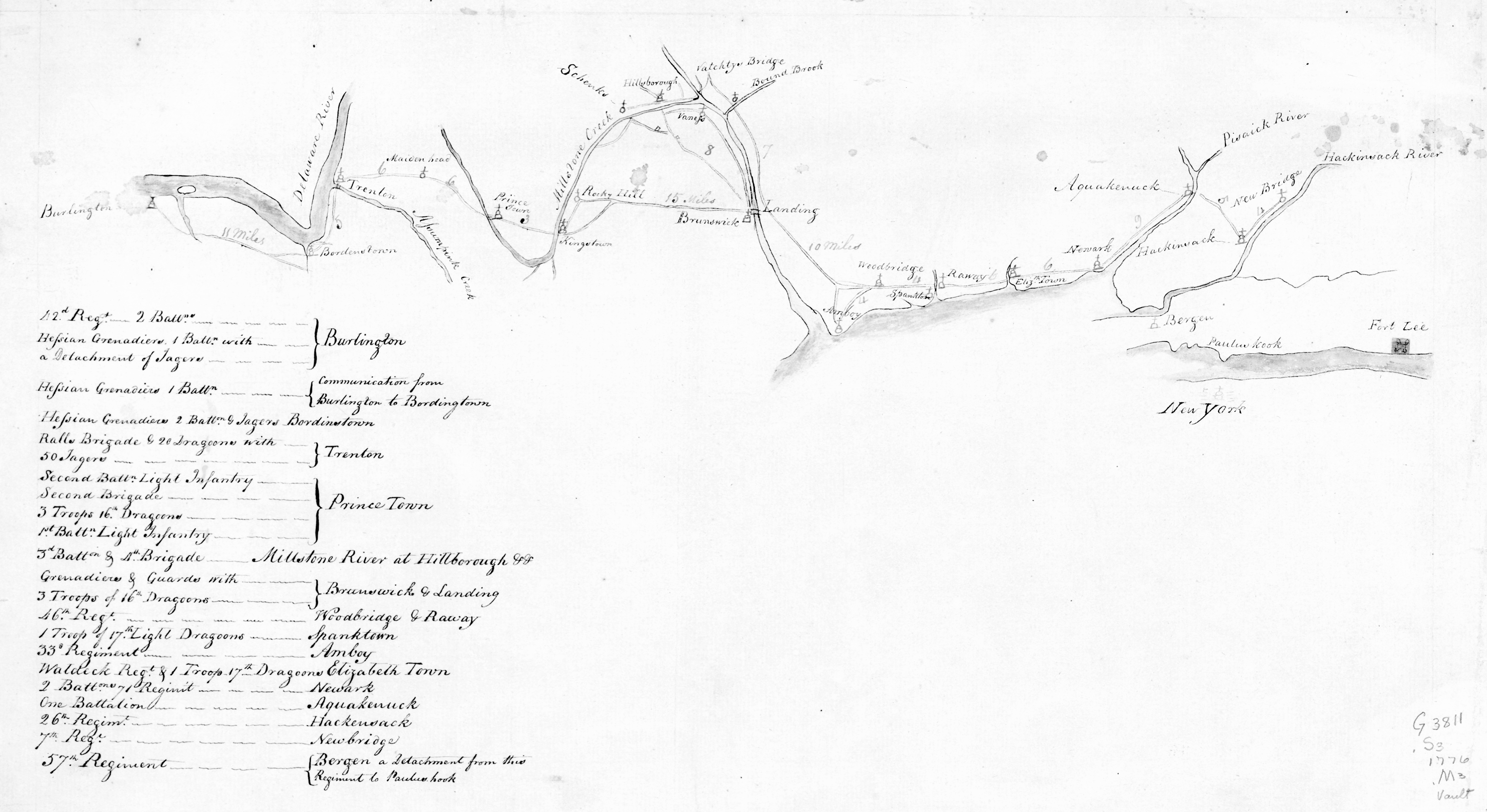
Una mappa disegnata a mano dell'epoca, raffigurante gli avamposti britannici in New Jersey. Il nord è a destra

Il fallimento dell'Esercito continentale di tenere New York portò anche a un incremento delle attività lealiste, che trasformarono la città in un rifugio per chiunque fosse leale alla Corona inglese. In questo modo, gli inglesi ebbero l'occasione di reclutare reggimenti di milizia nella provincia, i cui membri si arruolarono probabilmente vedendo che diversi ribelli erano tornati a casa alla fine del periodo di leva. Il 30 novembre, l'ammiraglio Howe offrì un'amnistia a chiunque avesse preso le armi contro la Corona, a condizione che vi giurassero fedeltà. Washington rispose che chiunque non volesse rinunciare a quel giuramento doveva immediatamente rifugiarsi dietro le linee britanniche. Come conseguenza, il New Jersey divenne il campo di battaglia di una guerra civile, con tanto di attività delle milizie, spionaggio e controspionaggio per il resto del conflitto.
La cattura di New York fu ricevuta con favore a Londra e il generale Howe fu premiato con una medaglia per il lavoro svolto. Combinate con le vittorie inglesi in Québec, queste notizie suggerirono ai leader britannici che la guerra sarebbe potuta terminare l'anno seguente. Tuttavia, i fratelli Howe furono criticati dai membri del Parlamento per non averli tenuti informati sui loro vari tentativi di pace ed amnistie.

## La strategia di Howe
Con la campagna giunta apparentemente a una conclusione, i britannici stabilirono una catena di avamposti tra Perth Amboy e Bordentown. Gli inglesi controllavano New York e la maggior parte del New Jersey ed erano in ottima posizione per riprendere le operazioni in primavera, con l'allora capitale americana, Philadelphia, a portata dei loro eserciti. Howe distaccò il generale Clinton con 6 000 uomini per occupare Newport che sarebbe stata la base per future operazioni contro Boston e il Connecticut. Howe quindi si accordò con Lord Germain per la campagna dell'anno seguente: 10 000 uomini a Newport, 10 000 per una spedizione verso Albany, 8 000 attraverso il New Jersey per minacciare Philadelphia e 5 000 per difendere New York. Infine se vi fossero stati rinforzi utilizzabili, avrebbero potuto essere effettuate operazioni contro le colonie meridionali.

## La controffensiva di Washington
Mentre si preoccupava di come tenere unito il suo esercito, Washington organizzò degli attacchi contro gli avamposti britannici, i quali dovettero stare continuamente in allerta a causa delle manovre della milizia e i raid americani. I comandanti tedeschi Carl von Donop e Johann Rall, le cui brigate erano al termine della catena di avamposti, erano obiettivi frequenti di questi raid nonostante gli avvertimenti e le richieste di supporto.

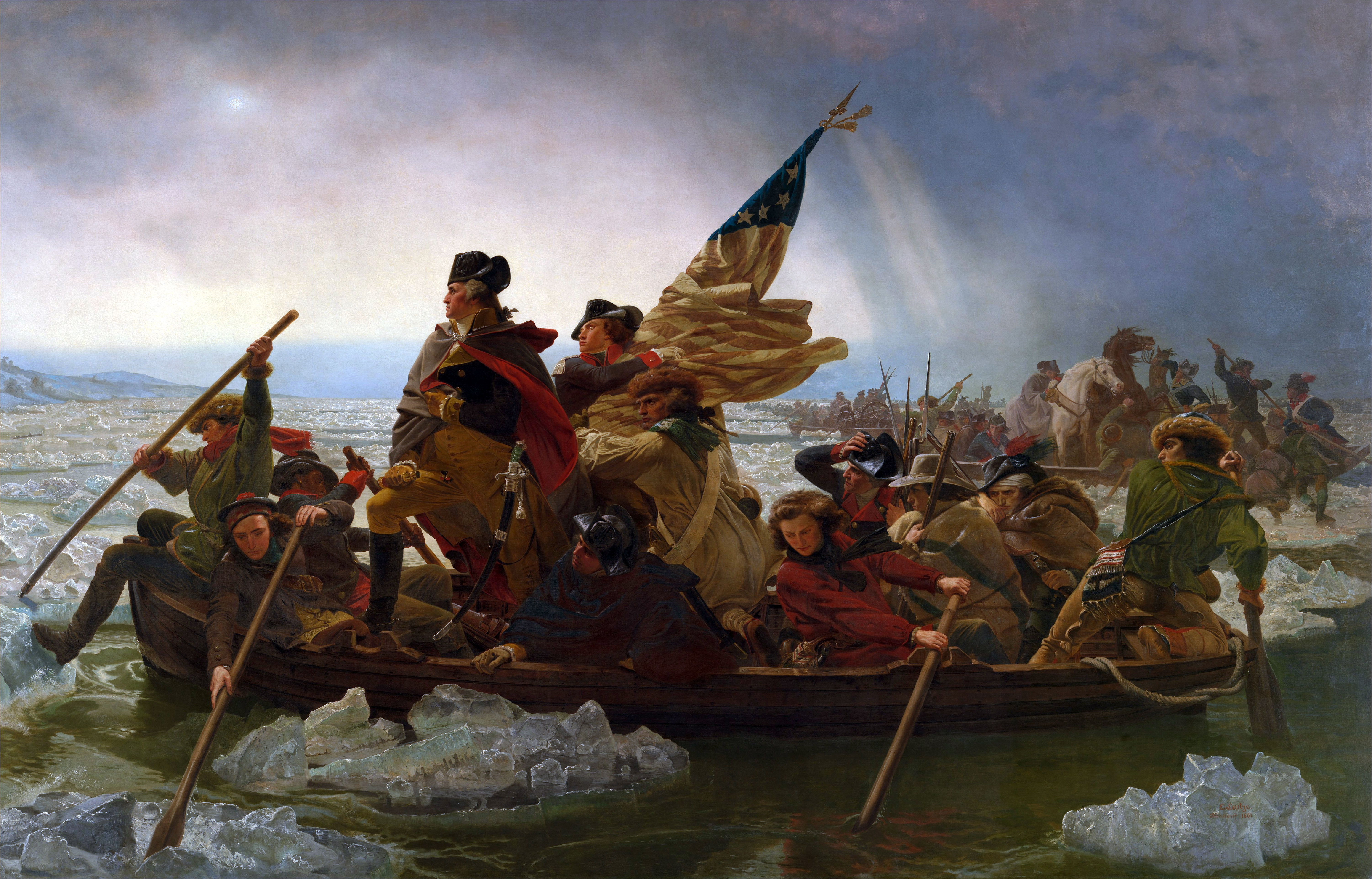
Dipinto del 1851 di Emanuel Leutze Washington Crossing the Delaware (Washington attraversa il Delaware)

A metà dicembre, Washington pianificò un attacco su due fronti contro l'avamposto di Rall, a Trenton, con un terzo attacco come diversivo contro l'avamposto di Bordentown, del comandante von Donop. Il piano beneficiò della fortuita presenza di una compagnia di miliziani che respinse i 2 000 soldati di von Donop fuori da Bortdentown, verso sud, in uno scontro poi noto come battaglia di Iron Works Hill del 23 dicembre. Come conseguenza della schermaglia, von Donop non fu in grado di assistere Rall quando gli uomini di Washington attaccarono. Nella notte tra il 25 e il 26 dicembre, Washington e 2 400 uomini silenziosamente attraversarono il fiume Delaware e diedero il via alla battaglia di Trenton la mattina successiva, nella quale, colti di sorpresa, perirono o furono presi prigionieri circa 1 000 soldati tedeschi. Questo scontro fece significativamente risalire il morale dell'esercito americano e costrinse il generale inglese Cornwallis a uscire da New York. Il comandante britannico radunò un nuovo esercito di oltre 6 000 uomini e marciò con la maggior parte di essi contro le posizioni americane a Trenton. Lasciando una guarnigione di 1 200 soldati a Princeton, Cornwallis attaccò Washington il 2 gennaio 1777 ma venne respinto tre volte prima che scendesse l'oscurità. Nella notte, Washington spostò nuovamente il suo esercito, aggirando gli uomini di Cornwallis, con l'intento di attaccare la guarnigione di Princeton.
Hugh Mercer, alla guida dell'avanguardia americana, incontrò dei soldati britannici provenienti da Princeton, comandati da Charles Mawhood. I britannici diedero il via alla battaglia di Princeton, durante la quale Mercer fu colpito a morte. Washington inviò rinforzi, al comando del generale John Cadwalader, i quali riuscirono a rompere la resistenza inglese a Princeton, obbligando la guarnigione a ripiegare verso Trenton. I britannici persero un quarto dei soldati della guarnigione e il morale americano salì alle stelle per la vittoria.

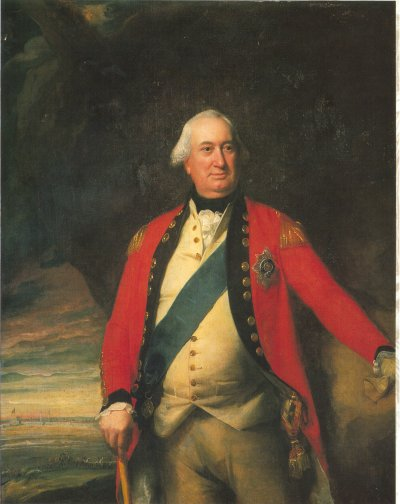
Il generale Charles Cornwallis; opera di John Singleton Copley

La sconfitta convinse il generale Howe a ritirare la maggior parte del suo esercito dal New Jersey, lasciando solo gli avamposti di New Brunswick e Perth Amboy. Washington portò il suo esercito a Morristown, trovandosi ad avere il controllo della maggior parte della provincia. Tuttavia, i rifornimenti per entrambi gli schieramenti furono limitati e, nei mesi successivi, vi fu una vera e propria guerra per i rifornimenti, tra le cui battaglie si ricorda la quella di Millstone. Lord Percy rassegnò le dimissioni dopo una serie di scontri verbali con Howe riguardo all'utilizzo di Newport come base per i rifornimenti per New York e per il New Jersey.

## Le conseguenze
I britannici mantennero il controllo della baia di New York e le aree agricole circostanti, la città e Long Island fino alla fine della guerra nel 1783. Gli americani soffrirono pesanti perdite in vite umane e rifornimenti, tuttavia Washington riuscì a conservare il suo esercito ed evitare un confronto diretto con gli inglesi che avrebbe potuto concludere l'intero conflitto a favore dei britannici. Con i colpi vincenti di Trenton e Princeton, gli americani ripresero l'iniziativa e il loro morale crebbe in modo significativo. L'area di New York, del New Jersey e il Connecticut rimase zona di battaglia per tutto il resto del conflitto.
I primi rapporti che il generale Howe inviò ai suoi superiori a Londra, relativamente alle battaglie di Trenton e Princeton, tentarono di minimizzare la loro importanza, biasimando Rall per Trenton e cercando di mutare Princeton in un quasi successo difensivo. Non tutti credettero a ciò, in modo particolare Lord Germain. Il comandante assiano Leopold Philip von Heister dovette fare rapporto sulla sconfitta al suo regnante, Federico II d'Assia-Kassel, riferendo che non solo aveva perso un'intera brigata ma anche sedici stendardi di reggimento e sei cannoni. La notizia fece infuriare Federico II che ordinò a von Heister di fare ritorno in patria, dopo aver passato il comando a Wilhelm von Knyphausen.
Le notizie dei successi di Washington raggiunsero Parigi in un momento critico. L'ambasciatore britannico in Francia, Lord Stormont, stava preparando delle denunce per il Ministro degli Esteri francesi, Charles Gravier, riguardo al supporto poco celato dei francesi alla causa ribelle. Stormont aveva scoperto che i rifornimenti per gli americani giungevano con navi battenti bandiera francese. L'ambasciatore scrisse in seguito che i francesi furono felici delle notizie giunte dall'America sulle vittorie ribelli.
I britannici pianificarono due maggiori operazioni per il 1777. La prima era il piano ambizioso di prendere il controllo della valle del fiume Hudson e il cui movimento principale di truppe sarebbe avvenuto lungo il lago Champlain, da cui gli uomini sarebbero giunti dal Québec al comando del generale John Burgoyne. Questa campagna, nota come la campagna di Saratoga, fallì e il generale si arrese, proprio a Saratoga in ottobre. La seconda operazione fu un piano del generale Howe per prendere Philadelphia, la quale, con qualche difficoltà iniziale, finì in mani inglesi in settembre.
La strategia di Washington per il 1777 era semplicemente quella difensiva. Riuscì ad evitare un confronto diretto con l'esercito di Howe in New Jersey ma non poté fare nulla per salvare Philadelphia. Grazie ai suoi rifornimenti riuscì però ad aiutare il generale Horatio Gates, il quale riuscì a difendersi dalle manovre di Burgoyne. Infine i fucilieri dei generali Benedict Arnold e Daniel Morgan giocarono un ruolo fondamentale nella sconfitta di Burgoyne, in seguito alla quale la Francia decise di entrare in guerra al fianco degli americani.